# Список пустых в «Блич»

Начало первого сражения Ичиго Куросаки с пустым.

Пустые (яп. 虚 Kyo, «пустота»; с помощью фуриганы получает прочтение ホロウ [хоро:], от англ. hollow — «пустой») — вымышленные существа, злые духи в аниме и манге «Блич». Пустые живут в альтернативной реальности Уэко Мундо (яп. 虚圏（ウェコムンド） уэкомундо, «Пустая сфера», исп. Hueco Mundo — «пустой мир»), которая находится между Землёй и Сообществом душ («раем»). Они иногда отправляются в реальный мир, чтобы питаться плюсами и душами живых людей; особенно опасны, так как большинство людей не могут их видеть. Чтобы справляться с пустыми, земной мир патрулируют проводники душ. Как и проводники душ, пустые отличаются друг от друга по боевым способностям. Некоторые, наиболее сильные, могут пользоваться уникальными боевыми приёмами, а эволюционировавшие пустые — арранкары, — получив часть способностей проводников душ, получают и возможность владеть мечом.

## Обычныепустые
Когда человек умирает, он может отправиться в Сообщество душ или в ад. Пустые — обычные человеческие души, которые предались отчаянию, слишком долго пребывали в человеческом мире после смерти или подверглись нападению других пустых. Каждая душа, которую после смерти не сопроводили в Сообщество душ, — потенциальный пустой. Процесс превращения в пустого может занять месяцы (или даже более), в зависимости от длины Цепи судьбы (яп. 因果の鎖 Инга но кусари), которая тянется из того места, где у людей расположено сердце. Чем дольше душа остаётся в земном мире, тем больше она деградирует, и вместе с тем ржавеет, разрушается Цепь судьбы. На этом этапе душа называется полупустой (яп. 半虚 (デミ・ホロウ) дэми-хоро, англ. demi-hollow). В тот момент, когда Цепь полностью исчезает, душа превращается в огромное уродливое создание с белой маской и дырой на том месте, куда раньше присоединялась Цепь. Отверстие в груди пустого — знак того, что он утратил сердце.
Душа, превратившаяся в пустого, не обязательно при жизни была злой. Человек может стать призраком и цепляться за мир с самыми благими целями: например, приглядывать за дорогими людьми, защищать какое-то конкретное место и т. п. Однако призраки практически не могут взаимодействовать с миром живых, поэтому со временем озлобляются, разочаровываются в своих целях или, наоборот, становятся одержимыми. Они могут начать преследовать близких людей, поэтому часто бывает так, что жена умирает сразу вслед за мужем — это значит, что муж в форме пустого вернулся за ней и съел её душу. Если цепь прирастает к месту, которое дух не хочет покидать, тогда он становится «привязанным к земле». Спустя месяцы или годы он также превращается в полноценного пустого.
Пустые нападают не потому что голодны, а в попытке облегчить собственные мучения. Однако когда призрак становится пустым, он не может стать прежним и обречён пожирать другие души, поэтому многие заняты только поисками самых «аппетитных» жертв, и ничем более.
Отличительной чертой пустых является маска, внешний вид которой может различаться. Обычно она белая и похожа на череп. Пустой, сбросивший маску, может на непродолжительное время восстановить здравый рассудок, но стать прежним уже невозможно. Потому и существуют проводники душ: разрубая пустого с помощью своих дзампакто, они смывают его грехи, тогда пустой, превратившись обратно в чистую душу, попадает в Сообщество душ. Однако дзампакто не может отменить преступлений, творённых человеком при жизни, поэтому люди, которые совершили страшные грехи, попадают в ад. Врата ада открывают два огромных скелета. Они также присутствуют в некоторых играх, например, в Bleach: Blade Battlers.
- Костерыба Д (яп. フィッシュボーン D Фиссюбо:н Ди:, англ. Fishbone D) — первый пустой, появляющийся в манге. В два с лишним раза выше обычного человека, носит на спине плавник, а маска похожа на рыбий череп. Напал на Ичиго Куросаки и Рукию Кучики в ночь, когда они впервые встретились. В результате Ичиго получил силу Рукии и стал синигами. Очищен Ичиго.
- Кислотный шнур (яп. アシッドワイヤー Асиддовайя:, англ. Acidwire) — пустой, в которого превратился брат Орихимэ Иноуэ Сора. Имеет змееобразное тело. Во время сражения с Ичиго Куросаки его маска была повреждена, в результате чего к нему частично вернулось сознание и он пронзил себя дзанпакто Ичиго.
- Крикун (яп. シュリーカー Сюри:ка:, англ. Shrieker) — пустой, внешне похожий на лягушку и имеющий крылья летучей мыши на руках. При жизни был серийным убийцей. Случайно погиб, убивая мать мальчика Юити Сибату (яп. 柴田　優一 Сибата Ю:ити, Shibata Yūichi). Превратившись в пустого, спрятал душу этого мальчика в тело попугая и убивал всех его хозяев. Имеет множество маленьких созданий, которых взрывает вибрациями своего языка. Был побеждён Ичиго Куросаки, после чего попал в ад. В 299 серии аниме возвращается в Каракуру в качестве «Непрощённого», выбравшись из ада, чтобы отомстить. Напал на Зэноски Курумадани и Рукию Кучики, но был убит последней.
- Метастазия (яп. メタスタシア Мэтасутасиа, Metastasia) — пустой, созданный Айдзэном в ходе его экспериментов по созданию гибридов пустых и синигами. В своём обычном виде имеет шесть ног, изображение в виде огня на маске около глаз и множество щупалец на спине. Дзанпакто того синигами, который коснётся этих щупалец, уничтожается. Также с помощью этих щупалец он способен вселяться в другие тела (при этом его тело становится пустой оболочкой), причём спасти его жертву уже невозможно. Вселился в тело жены Кайэна Сибы, а позже и в него самого, тем самым заставив Рукию Кучики убить его. После смерти Кайэна попал в Уэко Мундо и там был поглощён Аарониро Арруруэри.
- Белый (яп. ホワイト Ховаито, англ. White) — ещё один экспериментальный пустой Айдзэна. Он был создан на основе души синигами. Его тело человекообразное, оно полностью покрыто чёрной бронёй. На маске есть два длинных рога, между которыми концентрируется Серо, дыра пустого заполнена какой-то субстанцией, а вместо рук у него клинки. Убил нескольких синигами. Сражался с Иссином Сибой и Масаки Куросаки, был убит ею, но успел её ранить. В результате этого ранения частица пустого попала в Масаки, а Иссин был вынужден связать свою душу с душой Масаки для противовеса силам пустого. В дальнейшем эта частица пустого перешла к Ичиго и смешалась с его силой синигами, став внутренним пустым Ичиго и духом его дзанпакто.

## Меносы
Если несколько сотен или тысяч пустых сливаются вместе, они образуют одно большое существо под названием Менос (яп. メノス мэносу, исп. Menos — «минус»). На битвы с Меносами посылают только самых сильных проводников душ, но, фактически, такая необходимость возникает нечасто, так как Меносы появляются в земном мире только в редких случаях: например, когда они привлечены какой-то особо «аппетитной» душой. Существует несколько типов Меносов:
- Гиллиан (яп. 最下大虚 (ギリアン) гириан, «низший великий пустой», Gillian) или Менос Грандэ (яп. 大虚 (メノスグランデ) мэносу гурандэ, «великий пустой», исп. Menos Grande — «большой минус») — слабейший тип, первая ступень в эволюции Меносов, «пушечное мясо». Огромных размеров (почти на уровне небоскрёба), но им не хватает скорости и сообразительности. По словам Тосиро Хицугаи, их интеллект на уровне животных. Все Гиллианы выглядят одинаково. Тем не менее, если при слиянии один из Пустых был значительно сильнее остальных или если у него осталась сильная воля, Гиллиан сохраняет индивидуальность, и в дальнейшем может эволюционировать в Адьюкаса.
- Адьюкас (яп. 中級大虚 (アジューカス) адзю:касу, «средний великий пустой», Adjuchas) — меньше по размеру, но намного более быстрые и умные. Управляют Меносами Грандэ. Их облик может быть разным: от почти человеческого до звериного, как у Гриммджо Джагерджака. По силе примерно равны капитану. Адьюкас нуждаются в постоянном поедании меньших Пустых и Меносов. В противном случае их разум будет поглощён другими пустыми внутри них и их ожидает регрессия до Гиллиана, без возможности эволюционировать в Адьюкаса вновь. Если часть тела Адьюкаса будет поглощена другим пустым, то дальнейшая эволюция будет невозможна.[6]
- Васто Лорде (яп. 最上大虚 (ヴァストローデ) васуто ро:дэ, «высший великий пустой», Vasto Lorde) — финальная стадия эволюции, наиболее сильные Меносы, по боевым способностями во много раз превосходят капитана. Редко встречаются. Внешность обычно человекообразная. Точное количество неизвестно. Уровень Васто Лорде подтверждён только для Тиа Харрибэл. По слухам, обитают в самых глубинах Уэко Мундо. По словам капитана десятого отряда Тосиро Хицугаи, десяти арранкаров, созданных из Васто Лорде, хватит, чтобы уничтожить всё Сообщество Душ.[7]

Меносы владеют следующими боевыми техниками и способностями:
- Мгновенная регенерация (яп. 超速再生 Chōsoku Saisei) — способность быстро вылечить большинство ран (за исключением повреждения жизненно важных органов) и отрастить потерянные конечности. По словам Улькиорры Сифера, большинство арранкаров пожертвовали этой способностью для получения большей силы.
- Се́ро (яп. 虚閃 (セロ) сэро, «вспышка пустоты», исп. Cero — «ноль») — энергетический луч, которым можно стрелять из различных частей тела. Его могут использовать только высшие пустые (Гиллиан, Адьюкас, Васто Лорде), а также арранкары и вайзарды[8]. В большинстве случаев требует время для подготовки.
- Гарга́нта (яп. 黒腔 (ガルガンタ) гаруганта, «чёрная полость», исп. Garganta — «горло») — способ перемещения пустых и арранкаров из Уэко Мундо и обратно. Она разрывает межпространственную «ткань» и создаёт тоннель, в котором находится множество свободных духовных частиц (яп. 霊子 рэйси). Используя их, можно создать себе дорогу.
- Негасьон (яп. 反膜 (ネガシオン) нэгасион, «антимембрана», исп. Negación — «отрицание») — луч, с помощью которого пустые спасают своих товарищей. Всё, что попадает под него, отделяется от внешнего мира и становится недоступным. В манге им пользовались только Гиллианы.

## Арранкары
Арранка́р (яп. 破面 (アランカル) хамэн (аранкару), «сорванная маска», исп. Arrancar — «срывать») — пустой, который эволюционировал, а затем частично избавился от маски. Арранкаром может стать как Адьюкас или Гиллиан, так и Васто Лорде. Причём, Васто Лорде намного сильнее обычных арранкаров. Внешне чаще всего похожи на людей, но Адьюкасы и Гиллианы, ставшие арранкарами получают не совсем человеческий вид. Чем менее человекообразная внешность, тем слабее разум. Очень немногие пустые могут снять маску, но даже если у них получается или маску срывают насильно, то прибавки в силе они не получают, а гуманоидный облик и разум со временем исчезают, так как маска со временем регенерируется. Благодаря Хогёку (яп. 崩玉 Хо:гёку) Соскэ Айдзэн смог не только инициировать и ускорять процесс превращения пустого в арранкара, но и полностью высвободить их силы, и, таким образом, создать себе армию. Процесс создания арранкара из пустого называется синигами-ка (яп. 死神化 shinigami-ka). Арранкары очень сильны, наиболее сильные владеют мечом, который по своим функциям напоминает дзампакто.
Меч арранкара отличен от дзампакто проводников душ. Проводники освобождают силы своего меча и таким образом получают помощь в бою. В противоположность этому, меч арранкара — это средоточие силы самого арранкара, сокрытое в форме меча. «Освобождая» меч, арранкар принимает форму пустого, которым был до превращения, и достигает максимальной силы. Таким образом, освобождение оружия влечет за собой изменение внешнего вида арранкара. Это называется Ресуррексьо́н (яп. 帰刃 (レスレクシオン) рэсурэкусион, «возвращающееся лезвие», исп. Resurrección — «воскрешение»).
Помимо вышеперечисленных способностей пустых (кроме регенерации), арранкары владеют следующими техниками и способностями:
- Ба́ла (яп. 虚弾 (バラ) бара, «пустая пуля», исп. Bala — «пуля») — своеобразный выстрел сгустками уплотнённой духовной силы. Она слабее, чем Серо, но в 20 раз быстрее.
- Дескоррер (яп. 解空(デスコレール) дэсукорэ:ру, «распоротая пустота», исп. Descorrer — «отдёргивать (занавес)») — техника, используемая сильными арранкарами и эспадой для открытия гарганты.
- Сони́до (яп. 響転 (ソニード) сони:до, «звуковая церемония», исп. Sonido — «звук») — техника, похожая на сюмпо проводников душ, которая позволяет мгновенно передвигаться на небольшие расстояния.
- Ие́рро (яп. 鋼皮 (イエロ) иэро, «стальная кожа», исп. Hierro — «железо») — защитная способность. Арранкары концентрируют духовную силу на поверхности кожи, придавая ей высокую прочность, достаточную, чтобы выдержать удар дзанпакто.
- Пески́са (яп. 探査回路 (ペスキス) пэсукиса, «расследование схемы», исп. Pesquisa — «расследование») — продвинутая техника, благодаря которой арранкары способны обнаруживать источники духовной силы, а также приблизительно оценивать, насколько сильны их обладатели.

Иерархия в армии Айдзэна основана на силе арранкара. В Уэко Мундо находится Лас Ночес (яп. 虚夜宮 (ラスノーチェス) расу но:тесу, «ночной дворец пустых», исп. Las Noches — «ночи»), цитадель Айдзэна и арранкаров. Это замок, который по размерам не уступает Сэйрэйтэю, состоит из нескольких строений и башен. Внутри находится огромное количество коридоров и комнат, в том числе та огромная комната, где стоит трон Айдзэна, и зала, в которой встречаются арранкары. Всё построено из белого камня.Также дворец накрывает купол имитирующий небо.

### Эспада
Эспа́да (яп. 十刃 (エスパーダ) эсупа:да, «десять клинков», исп. Espada — «меч») — десятка сильнейших арранкаров армии Айзена, девять мужчин и одна женщина. Все они, за исключением Аарониро Арруруэри, являются пустыми как минимум уровня Адьюкас. По замыслу Айдзэна, каждый член Эспады символизирует один из образов смерти. На их телах (в произвольном месте) есть татуировки с номерами от 1 до 10, от сильнейшего к слабейшему. Татуировка «10» у Ямми может меняться на «0».
Состав Эспады неоднократно менялся, единственный оставшийся член первоначальной Эспады — Аарониро Арруруэри. Каждый Эспада очень силён в бою, и их сила намного превосходит силу обычного арранкара. Они могут использовать особую, гораздо более мощную разновидность Серо, которая называется Гран Рей Серо (яп. 王虚の閃光 (グラン・レイ・セロ) гуран рэй сэро, «вспышка короля пустых», исп. Gran Rey Cero — «ноль великого короля»). Его сила настолько огромна, что способна разрушить Лас Ночес, поэтому его использование внутри Лас Ночес запрещено.
Они могут руководить другими арранкарами, начиная с 11 номера. Эти слуги называются Фрасьон (яп. 従属官 (フラシオン) фурасион, «подчинённые офицеры», исп. Fracción — «дробь»). Их число у каждого конкретного члена Эспады может быть разным, например, у Заэльапорро Гранца как минимум дюжина слуг.
Для их наказания у членов Эспады есть специальный предмет в виде куба — Каха Негасьон (яп. 反膜の匪 (カハ・ネガシオン) каха нэгасион, «антимембрана отрицания», исп. Caja Negación — «коробка отрицания»), который при помещении в дыру пустого запирает арранкара в другом измерении. Самые сильные арранкары способны оттуда выбраться через какое-то время.

Сверху (слева-направо):
Нойтора Дзируга, Барагган Луизенбарн, Гриммджо Джагерджак, Аарониро Арруруэри, Тиа Харрибэл.
Снизу (слева-направо):
Ямми Льярго, Койот Старрк, Улькиорра Сифер, Заэльапорро Гранц, Зоммари Руру

#### Койот Старрк
Койот Старрк (яп. コヨーテ・スターク Коё:тэ Сута:ку, Coyote Starrk) — Примера Эспада, от исп. Primera («первый»). Символизирует одиночество.
Сэйю — Рикия Кояма.
- Лилинетт Джинджербак (яп. リリネット・ジンジャーバック Риринэтто Дзиндзя:бакку, Lilynette  Gingerbuck) выглядит, как девочка-подросток.

Сэйю — Киёми Асаи.

#### Барагган Луизенбарн
Барагган Луизенбарн (яп. バラガン・ルイゼンバーン Бараган Руидзэмба:н, Baraggan Louisenbairn) — Сегунда Эспада, от исп. Segunda («второй»). Символизирует время.
Сэйю — Сёдзо Иидзука.
Фрасьон Луизенбарна состоит из шести арранкаров:
- Шарлотта Кулхорн (яп. シャルロッテ・クールホーン Сяруроттэ Ку:рухо:н, Charlotte Chuhlhourne) — арранкар номер 20.[14].

Сэйю — Кэнта Миякэ.
- Абирама Реддер (яп. アビラマ・レッダー Абирама Рэдда:, Abirama Redder) — арранкар номер 22[14].

Сэйю — Кадзунари Танака.
- Финдорр Калиас (яп. フィンドール・キャリアス Финдо:ру Кяриасу, Findorr Calius) — арранкар номер 24[14].

Сэйю — Такаси Кондо.
- Чхве Нон По (яп. チーノン・ポウ Ти:нон По:, Choe Neng Poww) — арранкар номер 25[14].

Сэйю — Хироси Сирокума.
- Джио Вега (яп. ジオ·ヴェガ Дзио Вэга, Ggio Vega) — арранкар номер 26[14].

Сэйю — Тэцуя Какихара.
- Ниргге Пардок (яп. ニルゲ・パルドゥック Ниругэ Парудукку, Nirgge Parduoc) — арранкар под номером 27[14].

Сэйю — Дайсукэ Мацуока.

#### Тиа Харрибэл
Тиа Харрибэл (яп. ティア・ハリベル Тиа Харрибэру, Tier Harribel; Viz Media романизировала как Tier Halibel) — Тres Эспада, от исп. Tercera («третий»). Символизирует жертвенность.
Сэйю — Мэгуми Огата.
Фрасьон Харрибэл состоит из трёх девушек-арранкаров, которые известны под общим именем Трес Бестия (яп. 3獣神 (トレス・ベスティア) торэсу бэсутиа, «3 звериных бога», исп. Tres Bestias — «три зверя»).
- Эмилу Апаччи (яп. エミルー・アパッチ Эмиру: Апатти, Emilou Apacci) имеет номер 54.[14]

Сэйю — Куми Сакума.
- Франческа Мила Роза (яп. フランチェスカ・ミラ・ローズ, Фурантесука Мира Ро:дзу, Franceska Mila Rose) имеет номер 55.[14]

Сэйю — Саёри Исидзука.
- Циан Сун-Сун (яп. ツアン・スンスン Сиан Сунсун, Cyan Sung-Sun) имеет номер 56.[14]

Сэйю — Аюми Сэна.

#### Неллиэль Ту Одельшванк
Неллиель Ту Одершванк (яп. ネリエル・トゥ・オーデルシュヴァンク Нэриэру Ту О:дэрусюванку, Nelliel Tu Odelschwanck) или Нелл Ту (яп. ネル・トゥ Нэру Ту, Nel Tu) — жизнерадостная, доверчивая и добродушная девочка-арранкар.
Нелл когда-то была Трес Эспада.
Сэйю — Томоко Канэда
Фрасьон Нэлл:
- Пеше Гатише (яп. ペッシェ・ガティーシェ Пэссе Гати:се, Pesche Guatiche) — номер 41.
- Дондочакка Бирстан (яп. ドンドチャッカ・ビルスタン Дондотякка Бирусутан, Dondochakka Birstanne) — номер 42.

#### Улькиорра Сифер
Улькиорра Сифер (яп. ウルキオラ・シファー Урукиора Сифа:, Ulquiorra Cifer; встречается вариант романизации Ulquiorra Schiffer) — Куатра Эспада, от исп. Cuatra («четвёртый»). Символизирует Нигилизм.
Сэйю — Дайсукэ Намикава

#### Нойтора Джилга
Нойтра Джилга (яп. ノイトラ・ジルガ Нойтра Джилга, Nnoitra Gilga) — Кинта Эспада, от исп. Quinta («пятый»). Символизирует отчаяние.
Сэйю — Нобутоси Канна.
Тесла Линдокруз (яп. テスラ・リンドクルヅ Тэсура Риндокурудзу, Tesra Lindocruz) — Фрасьон Ноиторы.
Сэйю — Юити Накамура.

#### Гриммджо Джагерджак
Гриммджо Джагерджак (яп. グリムジョー・ジャガージャック Гуриммудзё: Дзяга:дзякку, Grimmjow Jaegerjaquez; встречается вариант романизации Grimmjow Jaegerjaques) — Сэкста Эспада, от исп. Sexta («шестой»). Символизирует разрушение.
Сэйю — Дзюнъити Сувабэ
- Шаулун Коуфан (яп. シャウロン・クーファン Сяурон Ку:фан, Shawlong Koufang) — 11-й арранкар.

Сэйю — Хидэюки Танака
- Эдрад Лионес (яп. エドラド・リオネス Эдорадо Рионэсу, Edrad Liones) — 13-й арранкар.

Сэйю — Тайтэн Кусуноки
- Наким Гриндина (яп. ナキーム・グリンディーナ Наки:му Гуринди:на, Nakeem Grindina) — 14-й арранкар.
- Илфордт Гранц (яп. イールフォルト・グランツ И:руфоруто Гуранцу, Yllfordt Granz) — 15-й арранкар, старший брат Заэльапорро Гранца.

Сэйю — Коити Тотика
- Ди Рой Ринкер (яп. ディ・ロイ・リンカー Ди Рой Ринка:, Di Roy Rinker) — 16-й арранкар.

Сэйю — Такаси Кондо

#### Луппи Антенор
Луппи Антенор (яп. ルピ・アンテノール Руппие Антэно:ру, Luppi Antenor) временно замещает Гриммджо Джагерджака как Секста Эспада. Убит Гриммджо Джагерджаком.
Сэйю — Дайсукэ Кисио

#### Зоммари Леру
Зоммари Леру (яп. ゾマリ・ルルー Дзомари Реру, Zommari Rureaux) — Септима Эспада, от исп. Séptima («седьмой»). Символизирует опьянение (интоксикацию).
Сэйю — Тайтэн Кусуноки

#### Заэльапорро Гранц
Заэльапорро Гранц (яп. ザエルアポロ・グランツ Дзаэруапорро Гуранцу, Szayelaporro Granz; встречается вариант романизации Szayel Aporro Granz) — Октава Эспада, от исп. Octava («восьмой»). Символизирует безумие.
Сэйю — Косукэ Ториуми
Фрасьоны (Больше дюжины, правда в манге, выступали в основном лишь в роли декораций.)
Имена некоторых: Люмина и Мэдазэпли (мертвы), Верона.

#### Аарониро Арруруэри
Аарониро Арруруэри (яп. アーロニーロ・アルルエリ А:рони:ро Аруруэри, Aaroniero Arruruerie) — Новена Эспада, от исп. Novena («девятый»). Символизирует жадность.
Сэйю — Тосихико Сэки.

#### Ямми Льярго
Ямми Льярго (яп. ヤミー・リヤルゴ Ямми: Рияруго, Yammy Llargo) — до высвобождения дзампакто — нумерос 10, после высвобождения — Серо Эспада, от исп. Cero («ноль»). Символизирует ярость.
Сэйю — Кэндзи Номура

### Приварон Эспада

Приварон Эспада

Приварон Эспада (яп. プリバロン・エスパーダ пурибарон эсупада), от исп. Privaron («лишённый»); яп. 十刃落ち («десять падших мечей») — члены Эспада, потерявшие свой пост и получившие номера, которые состоят из трёх цифр. Сильнее обычных Нумерос, живут в местности под названием Tres Cifras (с исп. — «три цифры»). Как сказал Дордони, изначальный «естественно созданный» состав Эспады стал бесполезным, когда Айзен начал создавать искусственных арранкаров.

#### Дордони Алессандро дель Сокаччио
- Дордони Алессандро дель Сокаччио (яп. ドルドーニ・アレッサンドロ・デル・ソカッチオ Дорудо:ни Арэссандоро дэру Сокаттио, Dordoni Alessandro Del Socaccio) — № 103.

Сэйю — Кодзи Исии

#### Чируччи Сандервиччи
- Чируччи Сандервиччи (яп. チルッチ・サンダーウィッチ Тирутти Санда:витти, Cirucci Sanderwicci) — № 105.

Сэйю — Хоко Кувасима

#### Гантенбейнн Москеда
- Гантенбейн Москеда (яп. ガンテンバイン・モスケーダ Гантэнбайн Мосукэ:да, Gantenbainne Mosqueda) — № 107.

Сэйю — Масато Фунаки

### Нумерос
Нумерос (яп. ヌメロス нумэросу), от исп. Números («числа»); яп. 数字持ち («носитель числа») — группа арранкаров, подчиняющаяся Эспаде. Также часть из них являются фрасьёнами Эспады. Во много раз превосходят по силе обычных пустых, так как были созданы специально для боя. Получали номера от 10 до 99, в порядке своего рождения. Так как по словам Неллиель существует только двухзначные номера, можно предположить, что всего аранкар не более сотни, даже считая Приварон Эспада.

#### Аисслингер Вернарр
- Аисслингер Вернарр (яп. アイスリンガー·ウェルナール аисуринга: вэруна:ру) номер 17, является одним из Стражей-Врат Лас Ночес.

#### Демоура Зодд
- Демоура Зодд (яп. デモウラ·ゾッド дэмо:ра дзоддо, Demoura Zodd) номер 18, является одним из Стражей-Врат Лас Ночес.

#### Лоли Айвиррнэ
- Лоли Айвиррнэ (яп. ロリ·アイヴァーン, Рори Аива:н) — арранкар номер 33.

Сэйю — Хана Такэда

#### Мэноли Маллия
- Мэноли Маллия (яп. メノリ·マリア, мэнори мариа) — арранкар номер 34.

Сэйю — Хитоми Харада.

#### Рудборн Челуте (Rudbornn Chelute)
- Рудборн Челуте (яп. ルドボーン рудобо:н), он же Капитан Экзекиасов, носит номер 61.

Сэйю — Taro Yamaguchi

#### Патрос
Впервые появляется в 136 серии аниме. Утверждая что пустые должны убивать синигами, а не служить им, он попытался убить Улькиорру, украсть Хогёку, дабы стать правителем Уэко Мундо. Пришел в Каракуру в поисках Урахары, создателя первого Хогёку, чтоб узнать о том как им пользоваться. Сразится с Абараем Рэндзи и будет убит им, с помощью душ плюс — Ририн, Нобы и Клода, которые найдут его слабое место. Впрочем вскоре выясняется что, Патрос был всего лишь марионеткой Айдзена для устранения предателей среди Арранкар.

#### Альдегор
- Альдегор (яп. アルデゴル, арудэгору) — Впервые появляется в 136 серии аниме, союзник Патроса.

#### Менис
- Менис (яп. メニス, мэнису) — Впервые появляется в 136 серии аниме, союзник Патроса.

#### Арранкарша из Крепости
Имя неизвестно впервые появилась в 213—214 серии аниме. Она создала летающую крепость из сгруппировавшихся пустых и прибыла с неизвестными целями в Каракуру, была остановлена Коном и командой Каракурайзеров. Второй раз в 311 серии, она создаст Мишеля — человека который будет гипнотизировать жителей Каракуры и раздавать всем плащи крадущие Духовную энергию. Позже выясняется что он обычный пустой получивший силу от неизвестной Арранкарши, побежден Коном. В конце серии арранкарша обещает обязательно вернутся и отомстить.

#### Вандервайс Марджела
- Вандервайс Марджела (яп. ワンダーワイス・マルジェラ Ванда:вайсу Марудзэра, Wonderweiss Margela) — Последний из созданных Айдзэном арранкаров. Имеет номер 77, несмотря на это классифицирован проводниками душ как пустой уровня Эспады[23].

Сэйю — Хисаёси Суганума

### Другие Арранкары
Арранкары, которые не имели номеров, не входили в состав армии арранкаров Айдзена или вошли в состав других организаций после поражения Айдзена.

#### Великий Удильщик
- Великий Удильщик (グランドフィッシャー Gurando Fisshā) — впервые появляется в роли обычного, но довольно сильного, хомякообразного пустого с куриными руками и стопами. С его лба торчит нечто названое «Приманкой», из за чего он и получил своё имя. «Приманка» может принимать форму всех кого он поглотил, таким образом тот приманивал к себе своих жертв. Принцип действия такого метода в том, что используя эту приманку, Удильщик выявляет людей с высоким уровнем духовной силы, которые в состоянии её увидеть, после чего она совершает провокационные действия призванные привлечь жертву. Как правило она стоит возле обрыва или быстрой реки, или любого другого опасного места, и жертва бросившаяся её спасать, приближается к настоящему телу пустого. Эта «приманка» также служит вторым телом в случае больших ранений когда нужно выздороветь. В качестве жертв любит людей с высокой духовной энергией, но больше любит охотится на женщин, по его словам, когда маленький Ичиго побежал к его приманке, Удильщик из своих предпочтений решил атаковать его мать, несмотря на высокую духовную силу Ичиго. Позднее, в схватке со ставшим синигами Ичиго он использовал образ Масаки Куросаки, мамы Ичиго, дабы тот не смог его атаковать. Но в её духовной силе осталось сильное желание защитить своих детей, что не дало возможность полностью управлять её образом. Позже он является как несовершенный арранкар, в поисках Ичиго, чтобы отомстить. Будет преследовать Кона, который находился в теле Куросаки и не мог оказать серьёзного сопротивления. Убит Иссином Куросаки, который пришел на помощь Кону.

#### Клонирующийся Арранкар
Стал арранкаром, поглощая души людей. Форма освобождения дзампакто «Аккруте Диентэс». Создаёт своё измерение в мире людей и прячется там, скрывая реацу. Клонирует себя с помощью поглощения душ, каждый день скорость поглощения увеличивается в 16 раз. Для того чтобы найти его, бюро технологических исследований выстраивает цепь появления его клонов от первых до недавно создавшихся. Арранкар передавал свои указы с помощью радиоволн. Именно так бюро исследований нашли его, а капитан Хитсугая и лейтенант Рангику вместе с мальчиком — душой по имени Сетто уничтожают его, арранкара, убившего и поглотившего младшую сестру Сетто — Юи.

#### Артуро Платеадо
- Артуро Платеадо  появляется только в игре Bleach: Shattered Blade. По истории очень древний арранкар, информация о котором была в архивах Сообщества Душ, за тысячелетия до начала сюжета. Давным-давно он напал на Сейрийтей, но был побежден и запечатан в Сокиоку. По его словам, синигами не могли его победить и поэтому обманули заманив в ловушку. Когда Ичиго, спасая Рукию, разрушил его, Артуро освободился и попытался восстановить силы дабы отомстить. Довольно недружелюбен и эгоцентричен, ненавидел всех предпочитая одиночество. Имя меча — Fenix, так же имеет бело-голубоватые крылья помогающие ему в бою, поглощая духовные частицы восстанавливают его силу, похожи на крылья Квинси в последней стадии.

#### Инь и Ян
- Инь и Ян появляются только в фильме «Bleach: The DiamondDust Rebellion». Две близняшки, созданные Содзиро Кусакой (главным отрицательным персонажем), им же и убиты. Инь имеет голубые волосы, заплетённые в хвосты. Её дзампакто излучает молнию и может создавать множество атак на её основе. У Ян короткие рыжие волосы и огненный меч. Также обе могут облачатся в элемент своего меча и объединять свои атаки в одну, делая те сильнее.

Сэйю Инь — Ая Хисакава
Сэйю Ян — Юкана

## Критика и отзывы
Пустые получили положительные отзывы от нескольких критиков. Anime News Network похвалила Кубо за "понимание персонажей" при создании Пустых, которые не являются просто средними монстрами недели, а имеют сильные эмоциональные связи со своими жертвами. Между тем, позже представленные арранкары описываются как более концептуально интересные.
Из Пустых персонажей наибольшее внимание привлек Гриммджоу, ActiveAnime назвал его «самым сумасшедшим из всех» . Кроме того, автор обзора на IGN  прокомментировал, что «очень трудно воспринимать книгу всерьез, когда одного из ее главных героев зовут «Grimmjow Jeager-Jacques» [sic], но будь он проклят, если эта книга не справится». Напротив, в обзоре Anime News Network посетовали, что первая битва между Ичиго и Гриммджоу была «неуклюжим, безвкусным беспорядком». Гриммджоу также является самым популярным персонажем-пустым среди читателей Weekly Shōnen Jump, он занял четвертое место в четвертом конкурсе Bleach Popularity. Улькиорра, другой арранкар, в том же опросе получил десятое место, а в предыдущем опросе он оказался на двадцатом месте.
Визуальные появления Пустых в аниме и манге также получили внимание рецензентов. Los Angeles Times сравнил ранних пустых с «искривленными окаменелостями неудачных динозавров». В обзоре IGN персонаж Ямми назвают стереотипным, мускулистым аниме-злодеем, в то время как Улькиорру описывают как «L из «Тетради смерти» с костяной шляпой и слезоподобным макияжем».